# 青龍大橋
青龍大橋是香港一座計劃興建的懸索吊橋，原為香港10號幹線北大嶼山至元朗公路（南段）（即現時香港11號幹線）的一部份，橫跨荃灣區青龍頭及大嶼山之間的馬灣海峽。計劃中的大橋全長1,900米，主跨長1,418米。橋面寬53米，索塔高170米，為雙程四線，建成後將是全港首座南北行雙程四線、合共八條線的跨海大橋。
由於這座大橋的橋塔須符合《香港機場（障礙管制）條例》訂定的空域要求，而橋身須高於馬灣海峽的60米航行淨空，所以設計和建造青龍大橋將會極富挑戰。

## 計劃
最初香港政府建議的10號幹線是一條連接香港島、大嶼山和新界西北的公路，全長29.5公里。青龍大橋主要提供通往大嶼山的第二條對外連接路。大橋原先預期在2002年動工，在2007年落成。

## 進展
2000年7月28日，香港政府根據《道路（工程、使用及補償）條例》就包括青龍大橋的十號幹線北大嶼山至元朗公路（南段）工程刊憲，期間共收到577份反對書。政府因應刊憲期間收到的反對書檢討並且修訂整個計劃，其後於2002年6月28日再次刊憲。由於刊憲期間再次收到反對書，大橋的設計進度因而受阻。
2003年12月5日，政府宣布由於有關十號幹線北大嶼山至元朗公路（南段）的規劃已經納入新界西北交通及運輸基建檢討範圍，因此，政府決定不按照原定計劃進行是項工程。於2004年，政府作出上述檢討後，就新界西北交通及運輸基建的長遠規劃，以不同方式組合各個公路項目提出三個方案，其中兩個均包括青龍大橋，預計實施時間則為2017年至2022年，成本約65億港元。不過政府認為當時仍然有不明朗因素，所以當時未有落實決定。
2010年，隨著政府落實興建港珠澳大橋以及同步興建屯門至赤鱲角連接路，以連接北大嶼山及新界西北屯門，意味著青龍大橋的計劃已經被屯門至赤鱲角連接路方案所取代。
2017年1月，政府宣佈重新研究興建一段連接北大嶼山至元朗之公路幹線（屯門西繞道、屯門至赤鱲角連接路，後者屬港珠澳大橋附屬工程），惟相關路段將會被納入為11號幹線。
2018年4月，立法會財委會審議撥款約九千萬進行十一號幹線（北大嶼山至元朗）可行研究的撥款。
2023年6月，在精簡法定和行政程序之下，路政署計劃目標在2033年或之前開通11號幹線，較原定目標提早3年啟用。根據方案，青龍大橋將為雙程四線，合共八條線的跨海大橋。
2023年9月22日，政府刊憲興建11號幹線。

## 其他
2019年，英國土木工程師學會香港分會舉辦「構建明日香港 2019」活動，由14間中學參予兩個工程設計主題，其中青龍大橋為其中一個設計主題。

## 資料來源
1. ↑  . 公務員事務局 法定語文事務部. （原始内容存档于2007-09-27）.
2. ↑   (PDF). 香港運輸局. 2002-06-21  [2007-05-20]. （原始内容 (PDF)存档于2016-04-14）.
3. 1 2  . 香港文匯網.   [2023-09-24]. （原始内容存档于2023-09-30） （zh-Hans-HK）.
4. 1 2  . 香港特區政府新聞公佈. 1999-11-22  [2007-05-18]. （原始内容存档于2016-04-14）.
5. ↑  十號幹線北大嶼山至元朗公路（南段）修訂道路計劃刊憲 （页面存档备份，存于），香港特區政府新聞公佈，2002年6月28日
6. ↑   (PDF).   [2007-05-18]. （原始内容 (PDF)存档于2018-10-27）.
7. ↑  道路及鐵路－香港幹線公路(二) （页面存档备份，存于），香港地方
8. ↑  政府不進行10號幹線南段工程 的存檔，存档日期2007-09-30.，香港政府新聞網，2003年12月5日
9. ↑  二零零四年新界西北交通及運輸基建檢討 （页面存档备份，存于），立法會交通事務委員會討論文件，2005年3月18日
10. ↑  . 商業電台. 2017年1月18日  [2017年1月19日]. （原始内容存档于2017年1月31日）.
11. ↑  . Yahoo News. 2018-04-12  [2023-09-24] （中文（香港））.
12. ↑  . 東方日報.   [2023-09-24] （中文（香港））.
13. ↑  展城館 - ICE HKA G&S「構建明日香港 2019：學生匯報暨展覽活動」 （页面存档备份，存于）
14. ↑  .   [2019-04-28]. （原始内容存档于2019-04-28）.

| 论 编                                                                             | 香港11號幹線 |  |
|                                                                                   |              |  |
| 藍地隧道 – 掃管笏連接路 – 大欖涌隧道 – 小欖連接路 – 青龍大橋 – 青衣至大嶼山連接路 |              |  |
|                                                                                   |              |  |